# Ewangelicki Kościół Parafialny w Sobótce
Ewangelicki Kościół Parafialny w Sobótce (niem. Evangelische Stadtpfarrkirche in Zobten am Berge) – nieistniejący ewangelicki kościół parafialny w Sobótce (niem. Zobten bądź Zobten am Berge). Wzniesiony w 1854 roku, w celu zaspokojenia potrzeb religijnych lokalnej mniejszości protestanckiej. Uszkodzony podczas działań wojennych II wojny światowej w 1945 roku. Rozebrany pod koniec lat 40. lub na początku lat 50. XX wieku.

## Historia powstania
Pierwsi luteranie pojawili się na terenach wokół Ślęży najprawdopodobniej po zakończeniu I wojny śląskiej w 1742 roku, w wyniku której przyłączono Śląsk do Królestwa Prus. Do czasu wybudowania kościoła ewangelickiego w Sobótce korzystali ze świątyni ulokowanej we wsi Rogów Sobócki (niem. Rogau-Rosenau), otwartej w 1795 roku. W sierpniu 1852 władzę Sobótki wydały zgodę na budowę zboru w Sobótce. Prace budowlane rozpoczęły się maju 1853 i ukończono je już w 1854 roku. Oficjalna konsekracja kościoła miała miejsce 12 sierpnia 1854. Przybrał on formę ceglanej neogotyckiej budowli.

## Po II wojnie światowej
Kościół został uszkodzony podczas działań wojennych prowadzonych przez Armię Czerwoną przeciwko III Rzeszy w ramach tzw. operacji dolnośląskiej. Ostatnie znane zdjęcie świątyni pochodzi z 1945 roku. Jakiś czas później, władze Sobótki podjęły decyzję o rozebraniu budynku. W miejscu kościoła utworzono plac. W 1964 roku, z okazji 20-lecia powstania Milicji Obywatelskiej, zdecydowano o wzniesieniu na nim pomnika upamiętniającego milicjantów z powiatu wrocławskiego, poległych podczas służby. 30 września 2011 roku w drodze uchwały nr. XII//106/11 Rada Miejska w Sobótce zadecydowała o przeniesieniu pomnika do Muzeum Ślężańskiego im. Stanisława Dunajewskiego w Sobótce. Rok później decyzją władz miasta, plac otrzymał oficjalną nazwę: Skwer Józefa Śliza.